# Дильонгувка
Дильонгувка (пол. Dylągówka) — село в Польщі, у гміні Гижне Ряшівського повіту Підкарпатського воєводства.
Населення — 1047 осіб (2011).
У 1975-1998 роках село належало до Ряшівського воєводства.

## Демографія
Демографічна структура станом на 31 березня 2011 року:
|          | Загалом | Допрацездатний вік | Працездатний вік | Постпрацездатний вік |
| -------- | ------- | ------------------ | ---------------- | -------------------- |
| Чоловіки | 518     | 116                | 342              | 60                   |
| Жінки    | 529     | 115                | 305              | 109                  |
| Разом    | 1047    | 231                | 647              | 169                  |